# Dietrich Fröhner
Dietrich Fröhner (* 16. Februar 1939 in Nürnberg; † 11. März 1983 in Magdeburg) war ein deutscher Maler und Grafiker.

## Leben und Werk
Fröhner wuchs ab 1943 im erzgebirgischen Sehma auf. Während der Grundschulzeit besuchte er von 1952 bis 1954 die private Malschule Wirth in Annaberg-Buchholz. Von 1956 bis 1957 war er in Neudorf (Sehmatal) in einer Lehre als Dekorationsmaler, die er nicht beendete, und wurde anschließend Malergehilfe in Dresden. Bis 1964 studierte er u. a. bei Rudolf Bergander an der Hochschule für Bildende Künste Dresden. Nach dem Diplom zog er nach Magdeburg, wo er bis zu seinem Ableben als freiberuflicher Maler und Grafiker arbeitete. Ab 1966 war er Mitglied des Verbandes Bildender Künstler der DDR. Er galt in Magdeburg als einer der vielseitigsten und gesellschaftlich engagiertesten Künstler. Aus seinem christlichen Glauben heraus sah Fröhner seine Aufgabe darin, mit künstlerischen Mitteln an der Gestaltung eines menschenwürdigen Lebens in der DDR mitzuwirken. Aus dieser Haltung heraus arbeitete er u. a. auch zeitweilig mit einem Werkvertrag als Künstler im Karl-Marx-Werk Magdeburg und im Walzwerk Burg und schuf baugebundene Werke in Magdeburg und Zerbst.
Die Bezirksgruppe der Magdeburger Pirckheimer-Gesellschaft gab 1983 zu seinen Ehren Blätter zur Literatur. In Memoriam Dietrich Fröhner mit 12 originalgrafischen Blättern von Grafikern heraus.

## Öffentliche Sammlungen mit Werken Fröhners (mutmaßlich unvollständig)
- Magdeburg: Kulturhistorischen Museum Magdeburg[3]
- Stendal: Winckelmann-Museum
- Zeitz: Museum Schloss Moritzburg
- Oelsnitz: Sammlung Erzgebirgische Landschaftskunst

## Werke (Auswahl)

### Baugebundene Kunst
- Industrie und Landwirtschaft (1974, Wandmosaik aus industriell gefertigten Mosaiksteinchen aus Glas an der Ostseite eines Punkthochhauses in Zerbst)[4]
- Organisches und Anorganisches (Wandbild an der Fassade der heutige Gesamtschule Ernst-Wille-Schule in Magdeburg-Ottersleben)[4]

### Tafelbilder
- Martyrium des Stephanus (um 1980, Altarbild in der St. Stephani-Kirche, Magdeburg)

### Zeichnungen und Druckgrafik
- Der Pöhlberg (o. J., Tusche und Buntstift; Sammlung Erzgebirgische Landschaftskunst)[5]
- zu Heinrich Mann: Im Schlaraffenland (1971, Lithografien; 1971 auf der Internationalen Buchkunstausstellung in Leipzig)[6]
- zu Hermann Hesse: Das Glasperlenspiel (Farbholzschnitte)[6]
- Im Walzwerk Burg (1969, Radierung; auf der VII. Kunstausstellung der DDR)[7]
- Ikarus-Fluganweisung (1980, Radierung;  Winckelmann-Museum Stendal)[8]
- Prometheus, (1982, Zinkographie; Museums Schloss Moritzburg)[9]

### Buchillustrationen (Auswahl)
- Siegfried Maaß: Lindenstrasse 28. Verlag Neues Leben, Berlin, 1980

## Teilnahme an zentralen und wichtigen regionalen Ausstellungen in der DDR
- 1965, 1974, 1979 und 1984: Magdeburg, Bezirkskunstausstellungen
- 1970: Berlin, Altes Museum („Im Geiste Lenins“)
- 1971: Leipzig, Internationale Buchkunstausstellung
- 1972/1973: Dresden, VII. Kunstausstellung der DDR
- 1974: Frankfurt/Oder, Galerie Junge Kunst („Junge Künstler der DDR“)
- 1975: Schwerin, Staatliches Museum („Farbige Grafik in der DDR“)
- 1976: Karl-Marx-Stadt, Städtische Museen („Jugend und Jugendobjekte im Sozialismus“)
- 1977: Leipzig („Kunst und Sport“)
- 1981: Magdeburg, Kulturhistorisches Museum („Maler stellen aus“)